# Een keivet Akke-fietje
Een keivet Akke-fietje is het eerste album in de stripreeks van W817. Het scenario is geschreven door Hec Leemans en het album is getekend door Luc Van Asten en Wim Swerts. De strip werd in 2003 uitgegeven door Standaard Uitgeverij. Het album verscheen eerder in de Joepie.

## Het verhaal
Wanneer ze in wijk 8 nummer 17 hun huishuur nauwelijks nog kunnen afbetalen moet iedereen een beetje helpen om zo tot het geld te komen. Zo gaan Akke en Carlo bedelen en ze organiseren met z'n allen een fuif. Maar alles wat ze proberen mislukt. Tot Carlo in de kelder van het huis een schrikwekkende ontdekking doet...

## Hoofdpersonages
- Jasmijn De Ridder
- Akke Impens
- Zoë Zonderland
- Carlo Stadeus
- Birgit Baukens
- Tom Derijcke
- Steve Mertens

## Gastpersonages
- Professor Van Damme
- Van Aften
- Kim de Hert
- Meneer de Hert

## Trivia
- De titel is een woordspeling tussen het personage Akke Impens en het zelfstandig naamwoord: een akkefietje (een kleinigheidje).
- De dief die Van Aften heet is een verwijzing naar de tekenaar Luc Van Asten.